# История почты и почтовых марок Парагвая
История почты и почтовых марок Парагвая охватывает развитие почтовой связи в Парагвае, независимом (с 1811 года) государстве в центральной части Южной Америки, со столицей в Асунсьоне. С 1870 года Республика Парагвай выпускает собственные почтовые марки и с 1881 года входит в число стран — участниц Всемирного почтового союза (ВПС). Почтовым оператором в стране является Национальное управление почт Парагвая.

## Развитие почты
В период с 1769 по 1811 год в Парагвае работала внутренняя почтовая служба, организованная испанской колониальной администрацией. Почта отправлялась из Буэнос-Айреса через Санта-Фе и Корриентес в Канделарию и Асунсьон.
Первыми марками, бывшими в почтовом обращении на территории Парагвая, стали почтовые марки Аргентины, использовавшиеся во время войны Тройственного альянса в период 1868—1869 годов. Их можно опознать по оттискам почтовых штемпелей гашения.
Присоединение страны к ВПС состоялось 1 июля 1881 года.
С 1911 года Республика Парагвай состоит в Почтовом союзе американских государств и Испании (исп. Unión Postal de las Américas y España, сокращённо UPAE), в настоящее время — Почтовый союз американских государств, Испании и Португалии (UPAEP).
1 октября 1937 года Испанией был введён в обращение американско-испанский ответный купон (Cupón-respuesta americoespañol). Он распространялся в странах UPAE , включая Парагвай, до 29 февраля 1956 года.
До 2010 года почтовые услуги в стране оказывала компания Correo Paraguayo («Почта Парагвая»), после чего почтовое обслуживание перешло в ведение Национального управления почт Парагвая (Dirección Nacional de Correos del Paraguay, сокращённо DINACOPA).

## Выпуски почтовых марок

### Первые марки
1 августа 1870 года Республика Парагвай выпустила свои первые почтовые марки (номиналом в 1, 2 и 3 реала), изготовленные литографским способом Р. Ланге (R. Lange) в Буэнос-Айресе. На марках был изображён герб Парагвая — стоящий на задних лапах лев, поднимающий республиканскую шляпу[≡]. Оценка серии по каталогу «Ивер» составляет около 330 евро.

### Последующие эмиссии
Тема льва с республиканской шляпой использовалась также при издании других ранних выпусков Парагвая:
- Примеры ранних почтовых марок Парагвая с изображением льва (герба Парагвая)
- 1881: 10 сентаво (Mi #8)
- 1881: 2 сентаво (Mi #12)
- 1885: 2 сентаво (Mi #16y)

Издание первых памятных марок Парагвая состоялось в 1892 году.
На выпущенных в 1904 году почтовых марках стояла надпись «Gobierno Provisorio del Paraguay» («Временное правительство Парагвая»).
Первый почтовый блок Парагвая появился в 1954 году.
По данным Л. Л. Лепешинского, всего за первые почти сто лет, с 1870 по 1963 год, было эмитировано 1105 почтовых марок и 12 почтовых блоков. При этом на них присутствовали надписи: «Republica del Paraguay» («Республика Парагвай»); «Union Postal Universal», «UPU» («Всемирный почтовый союз», «ВПС»); «Correos» («Почта»).

### Эмиссионная политика и тематика
До начала 1960-х годов Парагвай придерживался ограниченной эмиссионной политики, и на его марках преобладала национальная тематика.
С 1961 года почтовая служба страны начала в массовом порядке выпускать почтовые марки с зубцовкой и без зубцовки, а также почтовые блоки:
Особенно много парагвайской продукции выбрасывалось на филателистический рынок мира начиная с 1970 года. В промежутке с 1961 года по 1980 год было издано 355 почтовых блоков и около трёх тысяч марок. Блоки, как правило, печатались высоких номиналов.
В этот период Парагвай находился в числе мировых «лидеров» по спекулятивным выпускам, особенно на такие темы, как «Космос» и «Искусство»[≡], с сотнями марок (зубцовых и беззубцовых), а также блоков:
Отметившись в 1970-х и 1980-х годах многочисленными выпусками, почти исключительно ориентированными на филателистический рынок, почтовая администрация Парагвая вернулась в 1990-х годах к умеренной эмиссионной политике с преобладанием марок национальной тематики.

## Другие виды почтовых марок

### Авиапочтовые
Первые авиапочтовые марки Парагвая поступили в обращение в 1929 году. На этих марках имеется надпись: «Correo aéreo» («Авиапочта»).
- Примеры авиапочтовых марок Парагвая
- 1931: артиллерийский катер «Парагвай[пол.]» (Mi #370)

### Марки дирижабельной почты
В 1931 году Парагвай выпустил марки дирижабельной (цеппелинной) почты:

### Доплатные
В 1904—1914 годах издавались доплатные марки Парагвая, на которых было указано: «Franqueo deficiente» («Доставка неоплаченных писем»). Всего в почтовое обращение поступили 12 доплатных марок.

### Служебные
Почта Парагвая в период с 1886 по 1940 год также эмитировала служебные марки. Надпись на таких марках гласит: «Oficial («Служебное»). Всего было издано 97 таких марок.
На некоторых служебных выпусках ставилась надпечатка «Habilitado» («Действительно») для общего почтового использования.

### Для провинции
В Парагвае издавались специальные марки, предназначенные для почтовых отправлений, посылаемых из столицы государства в регионы, с надпечаткой «С» («Для провинции»)[≡].

### Телеграфные
Известны также выпуски телеграфных марок Парагвая, в том числе 1892 года[≡]:

## Почтовая война
Конфликт между Парагваем и Боливией вокруг плато Гран-Чако сопровождался почтовыми выпусками обеих стран, на которых спорная область изображалась сторонами в границах собственного государства:
Эскалация противостояния двух стран закончилась кровопролитной Чакской войной 1932—1935 годов.